# Izabela Antos
Izabela Antos (ur. 5 grudnia 1986 w Otwocku) – polska urzędniczka państwowa i prawniczka, w latach 2021–2023 podsekretarz stanu w Kancelarii Prezesa Rady Ministrów, w 2023 minister-członek Rady Ministrów oraz szef Kancelarii Prezesa Rady Ministrów

## Życiorys
Córka Zbigniewa i Alicji. Absolwentka prawa na Uniwersytecie Kardynała Stefana Wyszyńskiego. Ukończyła również studia podyplomowe z prawa międzynarodowego i służby zagranicznej na Uniwersytecie Warszawskim, rozpoczęła odbywanie aplikacji radcowskiej. Pracowała jako specjalistka i kierowniczka zespołu relacji z organami statutowymi w Powszechnym Zakładzie Ubezpieczeń, działała także jako wolontariuszka w zespole prawnym przy organizacji Euro 2012. W 2017 objęła stanowisko eksperta w Ministerstwie Rozwoju kierowanym przez Mateusza Morawieckiego. Następnie została jego doradcą, gdy Mateusz Morawiecki objął funkcję prezesa Rady Ministrów. Powołana ponadto na stanowisko dyrektora Departamentu Instrumentów Rozwojowych w KPRM. Zasiadła w radach nadzorczych Polskiego Funduszu Rozwoju, a także spółek Lotos Geonafta oraz Orlen Unipetrol.
W październiku 2021 została podsekretarzem stanu w KPRM i zastępczynią jej szefa. W listopadzie 2023 powołana w skład trzeciego rządu Mateusza Morawieckiego, gdzie objęła funkcję ministra-członka Rady Ministrów. Została także szefem Kancelarii Prezesa Rady Ministrów, przewodniczącą Stałego Komitetu Rady Ministrów oraz sekretarzem Rady Ministrów. Z administracji rządowej odeszła 13 grudnia 2023.